# Tractat de Llívia
El Tractat de Llívia signat el 12 de novembre de 1660, entre Miquel de Salbà i de Vallgornera, representant de Felip IV, Hyacinthe Serroni, bisbe d'Aurenja, en representació de Lluís XIV. L’acord completava el tractat dels Pirineus i consumava la separació d’una part de la Cerdanya, que era atribuïda al rei francès: la vall de Querol i el territori que la unia al Capcir.
És el tractat pel qual es detallaven els 33 pobles (tots els de la vall del riu Querol i els que limitaven amb el Capcir i el Conflent, ja que segons els negociadors francesos, especialment Pierre de Marca, per aquí passava l'antiga línia divisòria dels Pirineus entre la Gàl·lia i la Hispània romana), els quals passaven a formar part de França. A última hora es quedà Llívia com un enclavament hispànic dins del nou territori francès per tenir el títol de vila i no de poble, amb la condició que mai es fortifiqués.
Així es consolidava la cessió de la meitat de la Cerdanya, que, a causa de la resistència, no es va poder fer efectiva fins al 1720.
Anteriorment s'havia celebrat a Ceret (Vallespir) una conferència de caràcter tècnic per tal de fixar els criteris del tractat.